# Agapetes variegata
Agapetes variegata är en ljungväxtart som beskrevs av David Don och George Don jr. Agapetes variegata ingår i släktet Agapetes och familjen ljungväxter. Inga underarter finns listade i Catalogue of Life.

## Bildgalleri

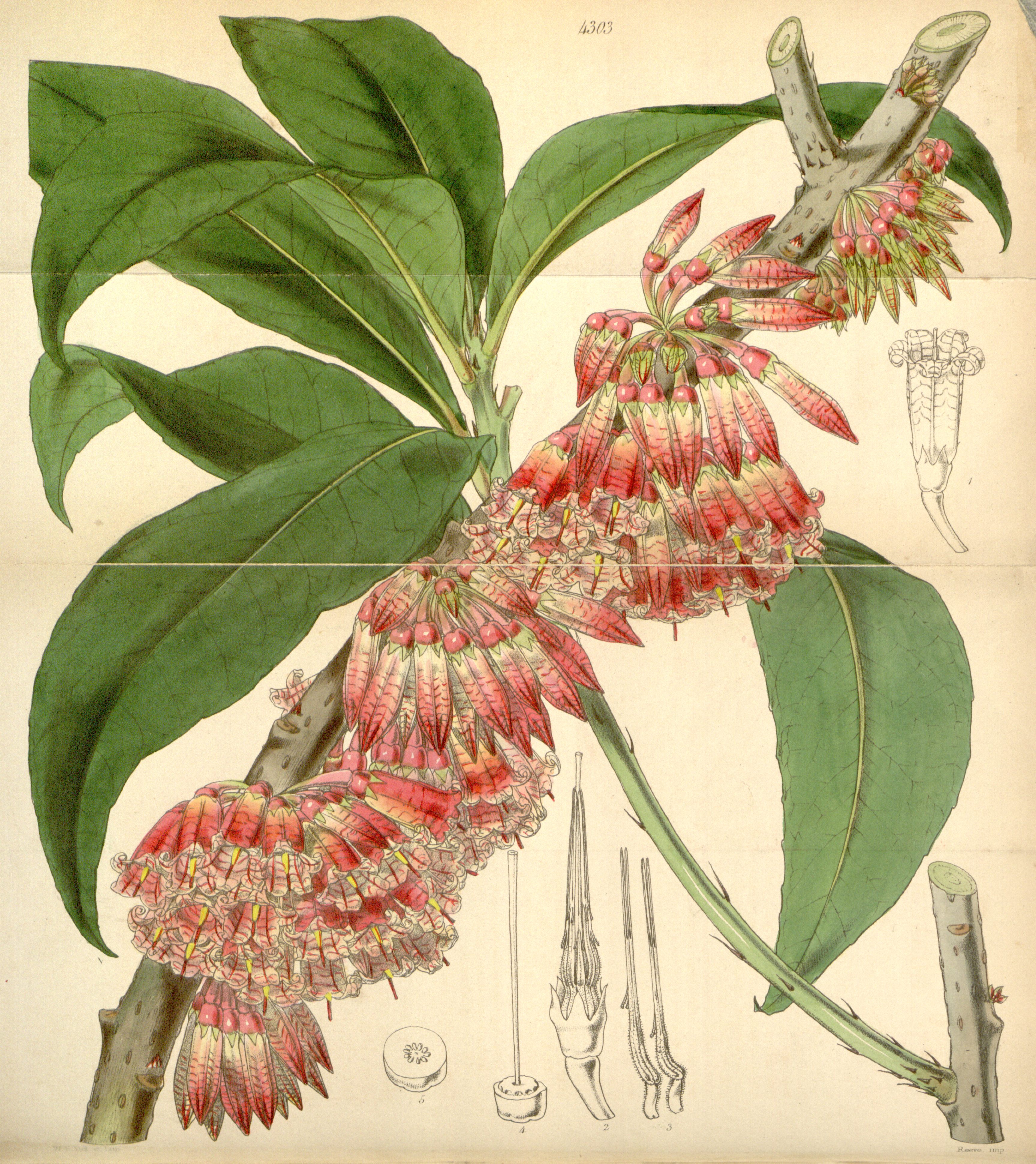